# Pferdeböcke
Die Pferdeböcke (Hippotragini) sind eine Tribus der Familie der Hornträger. Diese Antilopen sind in Afrika und auf der arabischen Halbinsel verbreitet.
Viele Arten haben einen pferdeähnlichen Körperbau, die Bezeichnung rührt aber von der mähnenähnlichen Nackenbehaarung her. Beide Geschlechter tragen stets sehr lange Hörner, die gerade, gebogen oder – nur bei der Mendesantilope – spiralförmig gedreht sein können. Es gibt mit Ausnahme der Rappenantilope keinen markanten Geschlechtsdimorphismus, die Geschlechter sind annähernd gleich groß und gleich gefärbt.
Pferdeantilopen haben sich wie keine andere Gruppe der Hornträger an trockene Lebensräume angepasst, sie bewohnen Savannen, Halbwüsten und Wüsten. Alle Arten sind Grasfresser, die mit hochkronigen Zähnen an diese Nahrung angepasst sind.
Diese Tiere sind stark von der Bejagung durch den Menschen betroffen. Mit dem Blaubock ist eine der zehn Arten ausgestorben; drei weitere – die Mendesantilope und zwei der Oryxantilopen – sind hochgradig gefährdet.

## Gattungen und Arten
Folgende Gattungen und Arten werden unterschieden:
- Tribus Hippotragini Sundevall in Retzius & Lovén, 1845

- Gattung Rossantilopen (Hippotragus Sundevall, 1845)

- Pferdeantilope (Hippotragus equinus (Geoffroy Saint-Hilaire, 1803))
- † Blaubock (Hippotragus leucophaeus (Pallas, 1766))
- Rappenantilope (Hippotragus niger (Harris, 1838))
- Ostafrikanische Rappenantilope (Hippotragus roosevelti (Heller, 1910))

- Gattung Addax Laurillard, 1842

- Mendesantilope oder Addax (Addax nasomaculatus (de Blainville, 1816))

- Gattung Oryxantilopen (Oryx de Blainville, 1810)

- Beisa-Oryx (Oryx beisa (Rüppell, 1835))
- Büschelohr-Oryx (Oryx callotis Thomas, 1892)
- Säbelantilope (Oryx dammah (Cretzschmar, 1826))
- Galla-Oryx (Oryx gallarum Neumann, 1902)
- Spießbock oder Südliche Oryx (Oryx gazella (Linnaeus, 1758))
- Arabische Oryx oder Weiße Oryx (Oryx leucoryx (Pallas, 1777))

Die Tribus der Hippotragini wurde von Carl Jakob Sundevall im Jahr 1845 unter der Bezeichnung Hippotragina wissenschaftlich eingeführt. Teilweise gilt auch die Riesen-Rappenantilope (H. n. variani) als eigenständige Art. Nach genetischen Untersuchungen lassen sich innerhalb der Rappenantilopen vier Einheiten herausstellen, die neben der eigentlichen Rappenantilope, der Ostafrikanischen Rappenantilope und der Riesen-Rappenantilope auch eine Population in Sambia beinhaltet und mit der Unterart H. n. kirkii übereinstimmt. Eine fünfte eigenständige, bisher noch nicht näher definierte Linie besteht möglicherweise im westlichen Tansania.